# Португальская революция (1910)
Португальская революция (порт. Implantação da República Portuguesa) — государственный переворот, организованный Португальской республиканской партией, в результате которого была свергнута монархия и установлена республиканская форма правления. Возникла Первая португальская республика (5 октября 1910 года — 28 мая 1926 года).

## Предпосылки
С конца XIX века в стране начался рост республиканских настроений, так как многие горожане были недовольны бездействием короля, неспособного защищать интересы Португалии в международных вопросах (Розовая карта и Драка за Африку). 1 февраля 1908 года было совершено португальское цареубийство. Два террориста-республиканца, недовольных политикой короля и общей обстановкой в стране, обстреляли кортеж португальской королевской семьи на площади Лиссабона. В результате покушения были убиты сам король Карлуш I (1863—1908) и его старший сын Луиш Филипе, герцог Браганса (1887—1908). Новым королём был провозглашён спасшийся во время покушения 18-летний Мануэл II, который мало интересовался политикой. Политическая ситуация резко ухудшилась, в результате чего за два года сформировалось семь разных правительств. Республиканская партия продолжала укреплять свои позиции. На выборах 5 апреля 1908 года, последних выборах в законодательные органы, состоявшихся во время монархии, в парламент были избраны семь республиканцев. Между тем, несмотря на очевидный электоральный успех республиканского движения, наиболее революционная часть партии призывала к вооруженной борьбе как к лучшему способу завоевать власть в короткие сроки.

## Ход событий

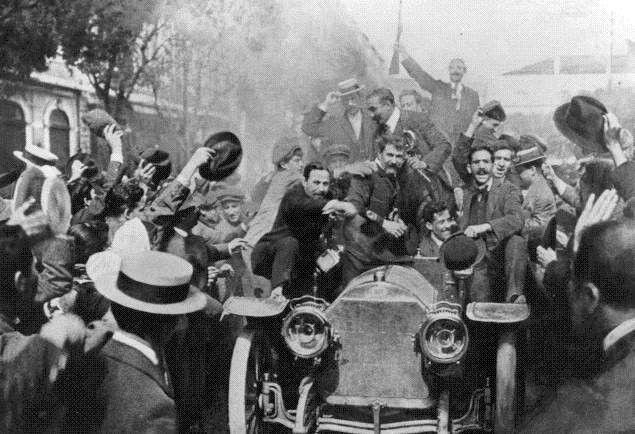
Восставшие на авениде Либердади в Лиссабоне

1 октября 1910 года в Лиссабоне во время визита президента Бразилии Нилу Прокопиу Песаньи начались массовые демонстрации республиканцев. 
В ночь с 3 на 4 октября 1910 года группа республиканцев подняла восстание в столице, поддержанное народными массами и военными. К восставшим присоединились команды нескольких военных кораблей. Два восставших крейсера подвергли артиллерийскому обстрелу королевский дворец.

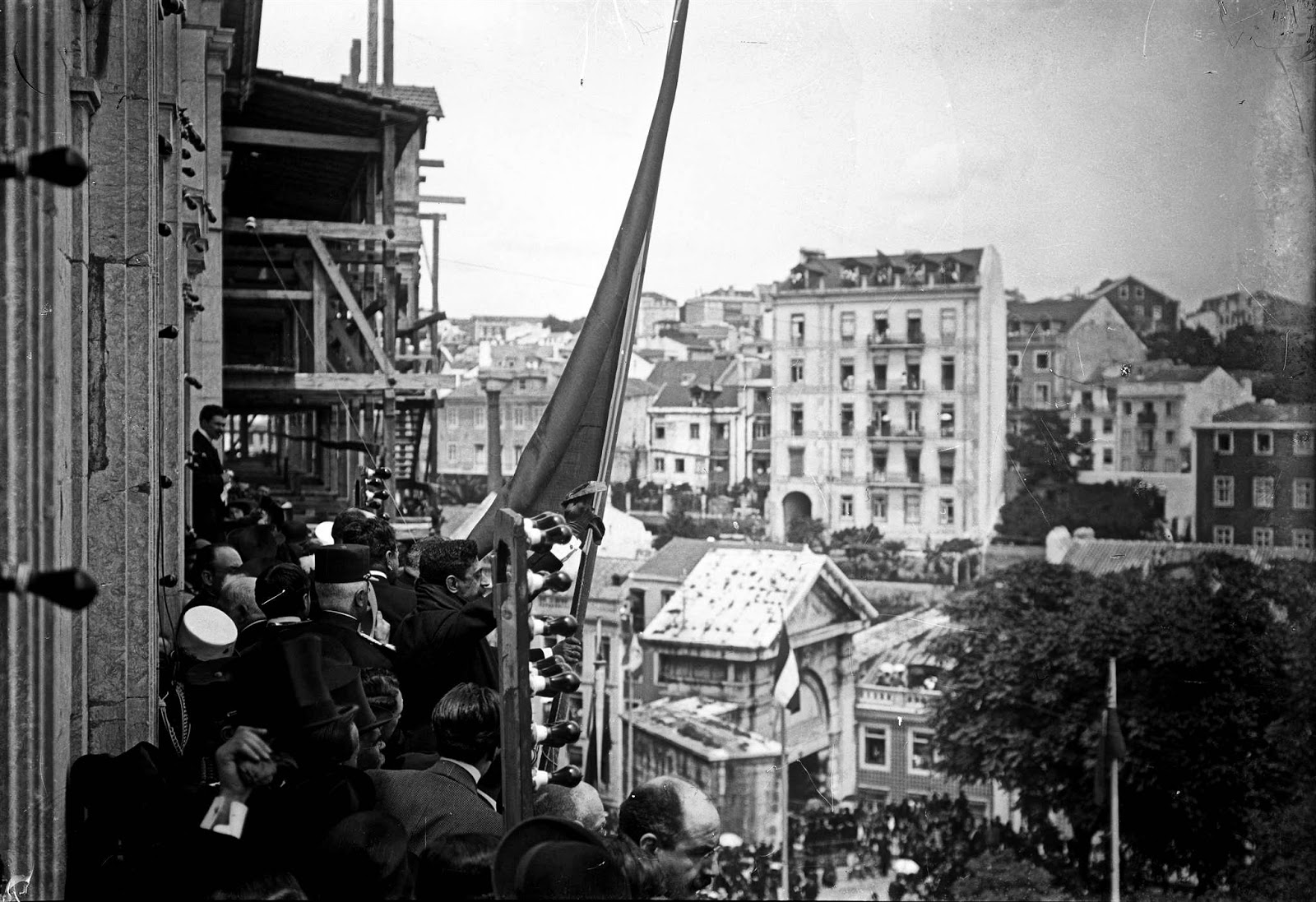
Провозглашение республики

5 октября правительственные войска капитулировали. В 9 часов утра с балкона ратуши Лиссабона Португалия была провозглашена республикой. Было создано временное правительство, возглавленное Теофилу Брагой, которое приняло ряд демократических декретов: об отделении церкви от государства и школы от церкви, об отмене дворянских титулов и другие. Король Мануэл II и королева-мать Амелия Орлеанская уехали из страны.  
19 июня 1911 года было созвано Учредительное собрание. 21 августа Учредительное собрание приняло республиканскую конституцию, вступившую в силу с 11 сентября 1911 года. Конституция предусматривала создание двухпалатного (палата депутатов и сенат) парламента, которому принадлежала законодательная власть. Исполнительная власть передавалась президенту, который избирался парламентом, и Совету Министров, назначавшемуся президентом. Были провозглашены свобода слова, печати, собраний, совести и вероисповедания, право рабочих на забастовку и восьмичасовой рабочий день для промышленных рабочих. Вместе с основанием республики были изменены некоторые национальные символы, такие как государственный гимн и флаг. 

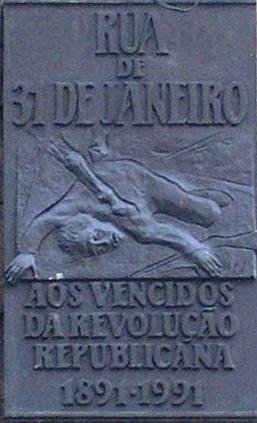
Мемориальная доска в память о революции